# Tychius schneideri
Tychius schneideri är en skalbaggsart som först beskrevs av Herbst 1795.  Tychius schneideri ingår i släktet Tychius, och familjen vivlar. Arten är reproducerande i Sverige.